# The F.U.'s
The F.U.'s est un groupe américain de punk hardcore, originaire de Boston. Il prend le nom de Straw Dogs en 1986 pour se présenter comme un groupe de heavy metal.

## Histoire
Les F.U.'s se forment en tant que groupe de punk hardcore à Boston fin 1981. Le groupe est initialement composé de John Sox à la basse et au chant principal, Bob Furapples à la batterie et Steve Grimes à la guitare. Ils enregistrent une démo de quatre chansons diffusée sur les stations de radio universitaires de la région de Boston.
Les F.U.'s commencent à jouer du punk hardcore rapide et thrash. En 1982, Wayne Maestri est recruté pour reprendre la guitare basse, la formation de quatre musiciens enregistre des morceaux pour la compilation de Modern Method Records, This Is Boston, Not L.A., qui comprend également des morceaux de Gang Green, Jerry's Kids et The Freeze. Un EP compagnon, Unsafe At Any Speed, comprend un autre morceau des F.U.'s.
Plus tard la même année, le premier album, Kill For Christ, sort chez X-Claim Records, avec une pochette du leader de Septic Death Brian « Pushead » Schroeder, représentant Jésus avec une mitrailleuse. Leur deuxième album pour X-Claim, My America, sort en 1983, et le dernier album du groupe sous le nom de The F.U.'s, Do We Really Want To Hurt You? suit en 1984, chez Gasatanka/Enigma.
À l'apogée du punk hardcore politique du début des années 1980, les F.U.'s se disputent avec Tim Yohannan, fondateur et rédacteur en chef de Maximumrocknroll. Yohannan et d'autres estiment que les paroles et les illustrations patriotiques de My America sont des emblèmes du nationalisme de droite. Le batteur et auteur-compositeur Bob Furapples expliquera que la publicité négative de MRR aura un impact négatif sur les ventes de disques du groupe, en particulier en Europe. Le groupe punk satirique The Dead Milkmen se moque des opinions supposées de droite du groupe dans leur chanson Tiny Town sur l'album Big Lizard in My Backyard. Le parolier Jon Sox se justifie, il voulait obtenir une réaction : « Lors de notre première tournée, j'ai rencontré beaucoup de jeunes enfants qui avaient toute leur vie devant eux. Beaucoup d'entre eux se sont tournés vers les drogues dures. Je cherchais une façon choquante de dire : « Ouais, l'Amérique a ses problèmes, mais se détruire n'aide pas. Cela devait avoir un impact important parce que j'ai vu une crise se profiler. »
Après la sortie du troisième album, le groupe commence à prendre une direction rock plus agressive, privilégiant le punk au point de ne pas être hardcore. Les changements sont poussés plus loin lorsque le groupe prend le nom de Straw Dogs, avec le guitariste Steve Martin et le batteur Chris « Bones » Jones. Sous le nom de Straw Dogs, le groupe sort un EP suivi de deux albums. Le batteur Jones meurt dans un accident de voiture le lendemain de la sortie du premier album de Straw Dogs. L'EP Straw Dogs et le premier LP We Are Not Amused sortent chez le label Restless/Enigma. Le troisième album Your Own Worst Nightmare sort chez Lone Wolf Records, un label indépendant de Toronto. Les rééditions européennes sont du label allemand Lost and Found Records, dont certaines sont autorisées par le groupe.
Les enregistrements des F.U.'s sont réédités chez Classy Records puis Taang! Records. En 2002, Reflex/Wolfpack Records réédite Kill For Christ et My America sur un même disque.
John Sox rejoue la musique de F.U.'s et Straw Dogs en formant le groupe Payload! en 2006 avec Richie Rich, Bobby Frankenheim (qui ensuite rejoint DYS réuni), Jack Snyder alors de Wrought Iron Hex, et Mick Stunt, alors du groupe de la côte ouest, The Stuntmen. Quand Katie Goldman de Gallery East l'approche pour participer à un prochain documentaire intitulé All Ages, Sox décide de réunir tous les membres originaux avec des membres de Payload! pour former le « premier supergroupe hardcore », faute d'un meilleur terme. Sox, Grimes, Furapples, Maestri, Rich et Stunt partagent la scène pour un spectacle en direct (comme mentionné dans le communiqué de presse) au Club Lido de Revere.
Les F.U.'s présentent un spectacle de retrouvailles dans la région de Boston le 29 août 2010 avec d'autres groupes de punk hardcore pionniers de Boston DYS , Jerry's Kids et Gang Green ainsi qu'Antidote de New York. Le groupe donne ensuite des concerts en Nouvelle-Angleterre puis retourne en studio pour enregistrer une chanson pour une compilation intitulée Cashing in on Christmas Vol. III pour Black Hole Records.
Les F.U.'s continuent de jouer beaucoup en Nouvelle-Angleterre et font des tournées en Europe, notamment les festivals Rebellion et Bloodstains au Royaume-Uni et Ieper Hard Core Fest aux Pays-Bas, et aux États-Unis dans les côtes est et ouest, y compris un apparition au Punk Rock Bowling Festival, organisé chaque année à Las Vegas.

## Discographie

### The F.U.'s
- Kill For Christ (1982), X-Claim
- My America (1983), X-Claim
- Do We Really Want to Hurt You (1984), Gastanka/Enigma

### Straw Dogs
- Straw Dogs EP (1986), Restless
- We Are Not Amused (1986), Restless
- Your Own Worst Nightmare (1990), Lone Wolf

## Source de la traduction
- (en) Cet article est partiellement ou en totalité issu de l’article de Wikipédia en anglais intitulé « The F.U.'s » (voir la liste des auteurs).